# Charlotte Baldwin
Charlotte Baldwin, född 1778, död 1856, var en amerikansk skådespelare och teaterdirektör. Hon var den tredje kvinna som blev teaterdirektör i USA, men den första som grundade sin egen teater snarare än att överta en från en avliden make. 
Charlotte Baldwin var engagerad vid Park Theatre in New York från 1816, där hon spelade gummor i komedier. Hon blev den första kvinnan i USA som grundade sin egen teater då hon i juli 1822 öppnade City Theatre på Warren Street, Broadway. Det var under hennes samtid mycket ovanligt att kvinnor drev teatrar.  Teatern fungerade i ett år, då den stängde i juni 1823. Baldwin var fortsatt aktiv som skådespelare till 1837. 